# Tendai-shū

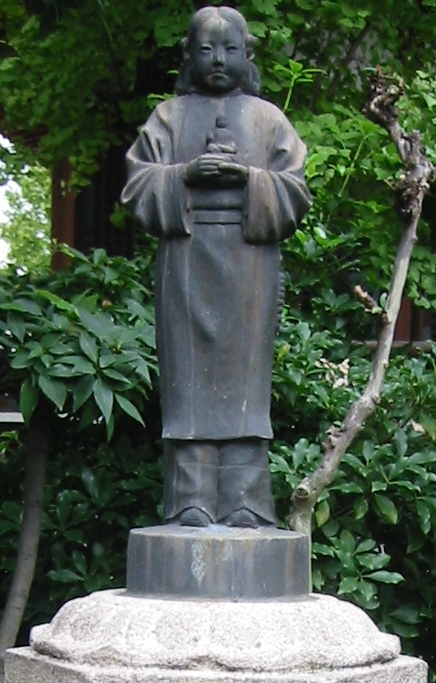
Statue des Saichō im Hōshakuzan Nōfuku-ji (宝積山 能福寺), Kōbe

Die Tendai-shū (japanisch 天台宗) ist eine auf dem Lotos-Sutra basierende Schule des Buddhismus in Japan, die von den beiden Klostertempeln Enryaku-ji und Mii-dera während der Heian-Zeit neben der rivalisierenden Shingon-shū die religiöse Landschaft Japans dominierte und wesentliche Grundlagen für die spätere Entwicklung des Buddhismus in der Kamakura-Zeit legte. Die Tendai-shū entwickelte sich Anfang des 9. Jahrhunderts als Übertragung der Lehren der Tiantai zong des chinesischen Buddhismus durch Dengyō Daishi Saichō (767–822). Wie die Tiantai zong gehört die Tendai-shū zum Mahayana, zählt sich jedoch wegen ihres integrativen Anspruchs spezifischer zum Ekayana.

## Geschichte

### Nara-Zeit
Lehren der Tiantai zong wurden bereits in der Nara-Zeit in Japan eingeführt. Dies geschah hauptsächlich durch frühe Vertreter der Risshū, wie z. B. den chinesischen Vinaya-Mönch Jianzhen (688–763), der Mitte des 8. Jahrhunderts wichtige Schriften des Tiantai-Begründers Zhiyi (538–597; chinesisch 智顗, Pinyin Zhìyǐ, W.-G. Chih-i; jap. Chigi) nach Japan brachte.
Ein weiter Vorläufer war Gyōga (行賀; 729–803), Mönch am Kōfuku-ji, der 753 nach China reiste, dort sieben Jahre Tiantai und Faxiang zong studierte und bei seiner Rückkehr nach Japan entsprechende Schriften mitbrachte.

### Heian-Zeit

#### Gründung durch Saichō
Die Gründung einer eigenen Schule geht zurück auf den japanischen Mönch Saichō (767–822), der erstmals während seines Aufenthalts in einer Einsiedelei auf dem Hiei-zan in Kontakt mit Tiantai-Schriften kam. Nachdem Saichō im Jahr 802 im Takaosan-ji (später: Jingo-ji) in Heian-kyō bei einem vom Kammu-tennō ausgerichteten Treffen hoher buddhistischer Würdenträger eine Rede über das Lotos-Sutra gehalten hatte, wurde ihm vom Kaiserhof des Tennō eine Reise in das Kaiserreich China der Tang-Zeit versprochen, die er im siebten Monat des Jahres 804 vom Hafen von Matsuura in der Provinz Hizen antrat. Auf einem der anderen drei Schiffe befand sich Saichō Zeitgenosse und späterer Rivale Kūkai (späterer Gründer der Shingon-shū), dessen Schiff am zehnten Tag des achten Monats in der Provinz Fujian einlief. Saichōs Schiff traf später, am ersten Tag des neunten Monats in Ningbo ein.
Während Kūkai ohne Umwege zum Kaiserhof in Chang’an reiste, machte sich Saichō auf den Weg zum Berg Tiantai (chinesisch 天台山, Pinyin tiāntái shān), dem Heiligtum der Tiantai zong. Dort studierte er kurz bei Daosui (道邃,  Dàosuì,  Tao-sui) und Xingman (行满,  Xìngmǎn,  Hsing-man), zwei Schülern des Tiantai-Erneuerers Zhanran (711–782/4; 湛然,  Zhànrán,  Chan-jan), auch Jingqi (荆溪,  Jīngqī,  Ching-ch'i, auch 荊溪).
Von Xiuran (修然,  Xiūrán,  Hsiu-jan), Vertreter der Ochsenkopfschule des Chan erhielt er ebenfalls über kurze Zeit Unterweisungen in Meditation.
Während Saichō auf das Schiff zur Abreise wartete, traf er Shunxiao (順曉,  Shùnxiǎo,  Shun-hsia), tantrischer Meister am Lung-hsing-Tempel und Schüler von Śubhākarasiṃha, der ihn in den esoterischen Buddhismus Zhenyan (chinesisch 眞言, Pinyin zhēnyán; jap. Shingon!) unterwies.
Mit derart synkretistischen Einflüssen und mehreren hundert Schriften kehrte Saichō schließlich nach neuneinhalb Monaten im Jahr 805 nach Japan zurück. Dort wurde er zum kaiserlichen Palast geladen, wo der Kammu-tennō schwer krank war. Saichō hielt einen Bußritus (悔過, keka), weswegen die Tendai-shū im folgenden Jahr zwei jährliche Priester (年分度者, nembundosha) an den Hof schicken durfte. Dies gilt gemeinhin als offizielle Anerkennung der Tendai-shū als eigene Schule durch die Regierung.
In den folgenden Jahren baute Saichō die Stellung der Tendai-shū kontinuierlich aus. Durch die Eigenheiten seiner Übertragung der Lehren entstanden dabei früh einige wesentliche Unterschiede zur chinesischen Tiantai zong.
Dazu gehörte zunächst der Eklektizismus seiner Lehren. Dieser wurde später auch Enmitsuzenkai (圓密禅戒) genannt, in Anspielung auf die Vermischung von „Vollkommener Lehre“ (圓教, engyō), esoterischem Buddhismus (密教, mikkyō), Meditationsbuddhismus (禅; gemeint ist hier aber nicht Zen, sondern das der Tiantai eigene Prinzip der „Sammlung und Einsicht“, 止觀,  zhǐguān; jap. shikan) und Ordensregeln (戒, kai). So richtete er auf dem Hiei-zan zwei Studienzentren ein: eins für (meditative) Studien zum Lotos-Sutra (止觀業, shikangō), eins für tantrische Lehren (遮那業, shanagō; wörtlich: „Vairocana-Aktivitäten“). Mönche die dort lernen wollten, mussten zuvor die Mahayana-śīla empfangen und ein Gelübde ablegen, den Berg für zwölf Jahre nicht zu verlassen. Diese strenge Lernfrist hatte wahrscheinlich damit zu tun, dass Saichō – wiederum im Unterschied zur Tiantai zong, die eine reine Mönchsgemeinschaft war – eine Bosatsu-sōgya vorsah, was auch – bis dahin einmalig in der Geschichte des Buddhismus – die Aufnahme von Laien in die Gemeinschaft einschloss, was die Schule leicht in den Verdacht nachlässiger Disziplin hätte bringen können.
Des Weiteren konzipierte er entgegen den universalistischen Tendenzen der Tiantai zong seine Lehre als auf das Heil des Landes, d. h. Japan, bezogen. Das Singen der Sutras sollte der Verteidigung und Stärkung Japans als Buddhaland dienen. Ein Grund hierfür mag auch darin liegen, dass Saichōs neue Schule mit den bereits etablierten Schulen des Nara-Buddhismus konkurrieren musste, die sich wichtiger Unterstützung vom Ritsuryō-Adel erfreuen konnten.
Berühmt wurde Saichōs im Jahr 817 schriftlich geführter Disput mit dem Hossō-Gelehrten Tokuitsu (徳一; ca. 760–835) über die richtige Auffassung von der Buddha-Natur (Tokuitsu unterschied zwei Arten von Buddha-Natur, Saichō vertrat nur eine) und welches Fahrzeug (skt. yāna) das ultimative des Buddhismus sei (Tokuitsu vertrat das Triyana, Saichō das Ekayana).
Im fünften Monat des Jahres 818 ersuchte Saichō die kaiserliche Erlaubnis, eine eigene Mahāyāna-Ordinationsplattform (戒壇, kaidan) basierend auf dem Bonmōkyō (梵網經; skt. Mahāyāna-brahma-jāla-sūtra; Pali Brahma-jāla-sutta; 梵網經,  Fànwǎngjīng,  Fan-wang ching – „Sutra von Brahmas Netz“) errichten zu dürfen, damit die Tendai-shū ihre Mönche selber in ihrer eigenen „Bodhisattva-Ordination“ (菩薩戒, bosatsu-kai) ordinieren könnte. Bislang hatten die Tendai-Mönche zur abschließenden Ordination nach den – von Saichō als Hinayana verunglimpften – Dharmaguptaka-vinaya (四分律,  Sìfēn lǜ,  Ssu-fen lu; jap. Shibun ritsu) aus dem Vinayapitaka immer noch nach Nara gemusst, wobei sehr viele in der Stadt blieben und zu den dort etablierten, anderen Schulen (insbesondere zur Hossō-shū) übertraten.
Unsicher darüber, wie mit Saichōs Gesuch umzugehen sei, wandte sich der Hof an das von den Mönchen in Nara kontrollierte Sōgō (僧綱), eine althergebrachte Einrichtung zur Repräsentation der japanischen Mönchsgemeinschaft in offiziellen religionspolitischen Fragen. Das Sōgō lehnte das Anliegen Saichōs ab. Es folgten wortreiche Auseinandersetzungen zwischen Saichō und dem Sōgō, die indirekt über den Kaiserhof liefen.

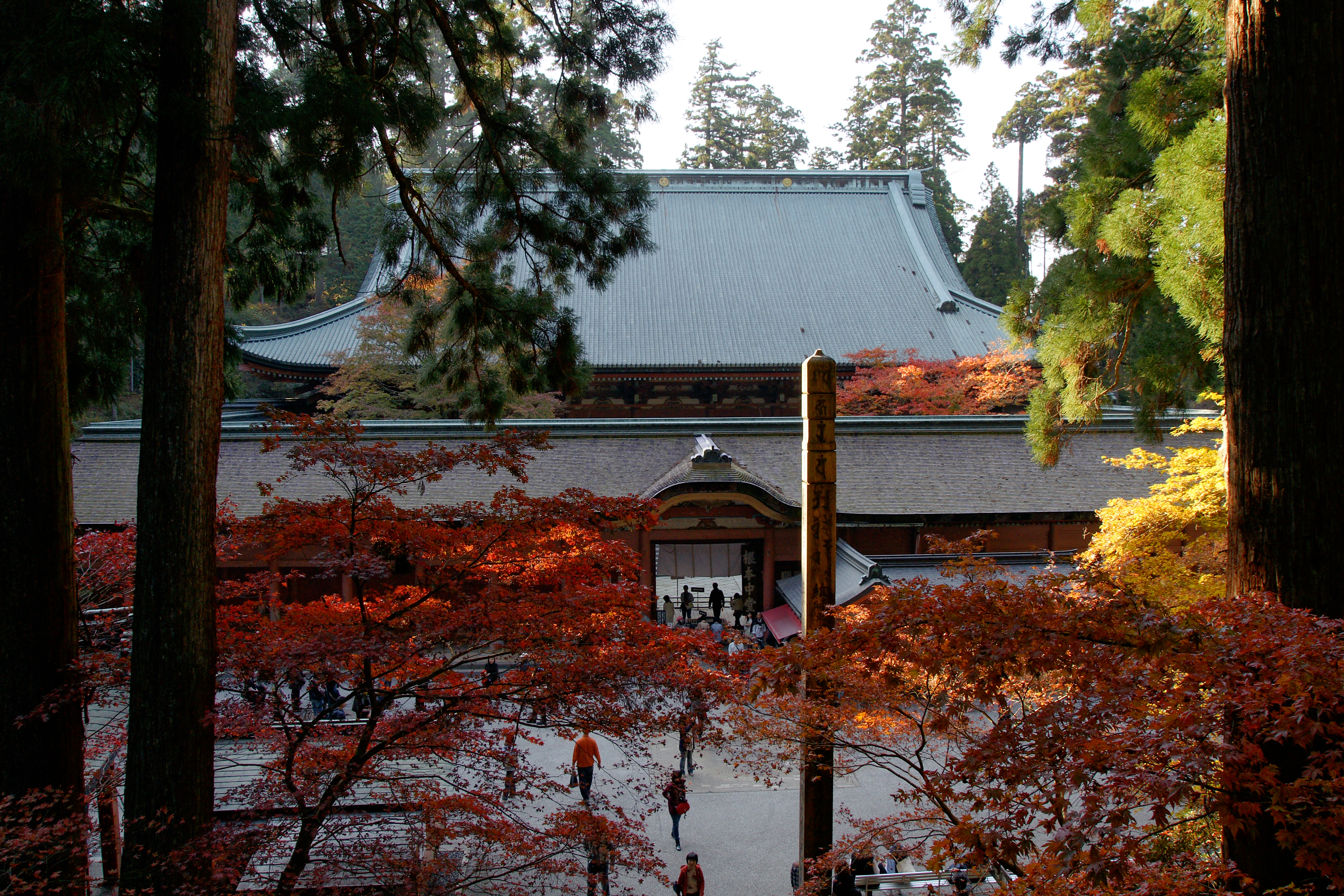
Kompon-chūdō (根本中堂), das Hauptgebäude des Enryaku-ji

Als Saichō am vierten Tag des sechsten Monats im Jahr 822 im Chūdō-in auf dem Hiei-zan verstarb, hatte der Hof immer noch keine abschließende Entscheidung gefällt. Sieben Tage später entschied man sich jedoch dafür, Saichōs Bitte stattzugeben. So fand am 26. Tag des ersten Monats im Jahr 823 die erste Tendai-Ordination im Haupttempel des Hiei-zan statt, der zugleich offiziell den Namen Enryaku-ji erhielt.

#### Taimitsu: Enchō, Ennin und Annen
Nach Saichō übernahm Gishin (義真; 781–833), der Saichō nach China begleitet hatte und 823 zu den ersten 14 im Ritus der Tendai-shū ordinierten Mönche gehörte, die Leitung der Tendai-shū und wurde zu deren erstem Vorsteher (座主, zasu) im sechsten Monat des Jahres 824. Er kümmerte sich in seinem Amt weniger um religiöse Fragen, sondern bemühte sich stattdessen um eine ausreichende Finanzierung für die Schule. Gishin hatte kein besonders gutes Verhältnis mit Saichōs anderen unmittelbaren Schülern, weswegen der von ihm gewünschte Nachfolger, Enshū (圓修 bzw. 円修; 735–843) von der Gemeinde am Hiei-zan als Vorsteher der Tendai-shū abgelehnt wurde.
So wurde Enshū auf kaiserlichen Beschluss noch 833, im Jahr seines Amtsantritts, von seinem Posten entfernt und stattdessen Enchō (圓澄 bzw. 円澄; 771–836) eingesetzt. Mit diesem Ereignis war der Grundstein für die lang andauernden Zwistigkeiten zwischen zwei Fraktionen innerhalb der Tendai-shū gelegt, die später zu einem Schisma innerhalb der Schule führen sollte.
Enchō zeichnete sich besonders dadurch aus, dass er innerhalb der Tendai-shū verstärkt den beim Adel beliebten Mikkyō starkmachte, weswegen er im Jahr 831 sogar eine Petition und 26 Mönche zu Kūkai schickte, um im Tantrismus unterrichtet zu werden.
Gegenüber der in diesem Bereich dominanten Shingon-shū holte die Tendai-shū allerdings erst unter Ennin (圓仁 bzw. 円仁; 794–864) auf, der im sechsten Monat des Jahres 838 von Hakata (heutiges Fukuoka) mit einer der damaligen Botschaftermissionen (kentōshi) in das Kaiserreich China der Tang-Dynastie aufbrach. Dort wurde ihm zunächst die Einreise verboten. Er konnte jedoch am Tempel Kaiyuansi (开元寺) Siddham studieren und erhielt dort Kopien des Diamant- sowie des Matrix-Mandalas.
Schließlich konnte er im Jahr 839 doch noch bei einem wetterbedingten Zwischenstopp auf der Rückreise nach Japan in China an Land gehen und begab sich in einer mühevollen Reise in das Gebirge Wutai Shan, wo er die esoterischen Aspekte der Tiantai studieren konnte und auch mit der Meditationstechnik Changxing sanmei (常行三昧,  chángxíng sānmèi; jap. jōgyō sammai) vertraut wurde. Im achten Monat des Jahres 840 kam er schließlich in Chang’an an, wo er mehrere Jahre lang bei verschiedenen Meistern Studien zu den Konzepten des Vajradhātu (金剛界,  jīngāng jiè; jap. kongōkai) und des Garbhakośa (胎蔵界,  tāizàngjiè; jap. taizōkai) sowie zum Soshitchi-kyō (蘇悉地經,  Sūxīdì jīng) betrieb. Außerdem eignete er sich tiefgehende Kenntnisse des Sanskrit an.
Wegen der ab 845 im Kaiserreich China grassierenden Buddhistenverfolgung unter Kaiser Wu Zong musste Ennin schließlich das Land über Silla (Korea) verlassen.
Mit all seinen neuen Kenntnissen ausgestattet kehrte er im Herbst des Jahres 848 nach Japan zurück und wurde mit den höchsten Ehren am Kaiserhof empfangen. Seinen Aktivitäten ist die Entwicklung des japanischen Tendai-Mikkyō (台密, taimitsu) zu verdanken. Noch zu Lebzeiten verlieh er dem Montoku-tennō, dem Regenten Fujiwara no Yoshifusa und diversen anderen Adligen esoterische Weihen.
Ennins Nachfolger in dieser Tradition wurde sein Rivale Enchin (圓珍 bzw. 円珍; 814–89), ein Schüler von Gishin und Neffe von Kūkai, der im Jahr 868 zum Vorsteher des Enryaku-ji wurde und dieses Amt für 23 Jahre innehatte. Er reiste im Jahr 853 auf einem Handelsschiff (die offiziellen Botschaftermissionen gab es nicht mehr) nach China. Auf dem Berg Tiantai traf er den japanischen Tendai-Mönch Ensai (圓載 bzw. 円載), der dort wegen der Buddhistenverfolgungen als Laie getarnt lebte. Im Jahr 855 traf Enchin dann in Chang’an ein und studierte dort esoterische Lehren. Nach seiner Rückkehr nach Japan im Jahr 858 spielte er bald eine wichtige Rolle am Hof des Seiwa-tennō und erlangte die Gönnerschaft des neuen Regenten Fujiwara no Yoshifusa (dem er, wie auch dem Seiwa-tennō, esoterische Weihen verlieh) und dessen Sohn und späteren Regenten Mototsune.
Eine abschließende Systematisierung erfuhr das Taimitsu durch Annen (安然; 841–89/97), der u. a. direkter Schüler von Ennin, Enchin, Dōkai (道海), Chōi (長意), Tenkai (湛契; 817–880) und Henjō (遍昭; 816–890) gewesen war. Annen schrieb eine Vielzahl von Schriften zum Taimitsu. Eines seiner anderen Hauptwerke ist das 882 verfasste Futsū jubosatsukai kōshaku (普通授菩薩戒広釈), in dem er argumentierte, dass es zulässig sei, die buddhistischen Vorschriften im buchstäblichen Sinn zu missachten, wenn dahinter ein reines Gewissen und die buddhistische Motivation (insbesondere im Sinne des Mahāyāna) stünde.

#### Aufstieg zur Macht und erste Spaltung
Ryōgen (良源; 912–985), ab 966 Oberpriester am Enryaku-ji, war ein wichtiger Erneuerer der Tendai-shū. Trotz (oder wegen) wachsender Popularität seit Mitte des 10. Jahrhunderts (seit dieser Zeit traten sogar erstmals Adlige als Mönche der Schule bei) hatte die Schule wachsende Probleme mit nachlassender Disziplin der Gemeinde am Hiei-zan. Serien von Bränden suchten die Tempelkomplexe heim (935, 941 und 966), mehrere kaiserliche Erlasse und Rügen gingen gegen das Missverhalten der Mönche.
Unter Ryōgen hatte die Tendai-shū ca. dreitausend Schüler (zu seinen direkten gehörten so bedeutende spätere Gelehrte wie Genshin (源信; 942–1017), Kakuun (覚運; 953–1007) und Kakuchō (覚超; 960–1034)). Seit 836 hatte sie sogar Zweigtempel (別院, betsuin) durch die Regierung geschenkt bekommen. Die Gönnerschaft durch die Regierung erreichte ihren Höhepunkt: Der Uda-tennō besuchte den Hiei-zan fünfmal und spendete große Geldbeträge; die Fujiwara unterhielten enge Verbindungen, so feierte der Regent Fujiwara no Tadahira auf dem Hiei-zan seinen 50. Geburtstag, eintausend Mönche waren zu den Feierlichkeiten geladen.
Ryōgen, selber ein Schüler Ennins, konnte allerdings die immer mächtigeren Kriegermönche (sōhei, meist Mönche aus dem niedrigeren Dienstrang (堂衆, dōshū)) nicht kontrollieren, die schließlich im offen gewalttätigen Konflikt zwischen den Anhängern Ennins und Enchins eine wichtige Rolle spielten und schließlich durch den großen Kampf am Hiei-zan im Jahr 993 die Spaltung der Schule in den Sanmon-Zweig (山門; Anhänger Ennins auf dem Hiei-zan) und den Jimon-Zweig (寺門; Anhänger Gishins und Enchins am Mii-dera) besiegelten, die bereits zuvor durch andere Ereignisse immer deutlicher zutage getreten war. Tempel beider Fraktionen wurden zerstört und über tausend Mönche des Jimon-Zweiges flohen zum Mii-dera.
In der Spätphase der Heian-Zeit (Ende des 12. Jahrhunderts) war die Tendai-shū in die verschiedensten Fraktionen und Schulen zersplittert. Einer der letzten Erneuerer war Shōshin, der mit seinem Meister Jichin ein Sommer-Retreat (安居, ango) im Jahr 1204 für 270 Mönchsgelehrte veranstaltete und angeblich von den kriegerischen Auseinandersetzungen der Mönchsfraktionen nichts gewusst hatte. Aber auch Shōshin musste schließlich kaiserliche Truppen gegen verfeindete Kriegermönche aus der eigenen Schule zur Hilfe rufen.

#### Tendai-Shugendō: Honzan-ha

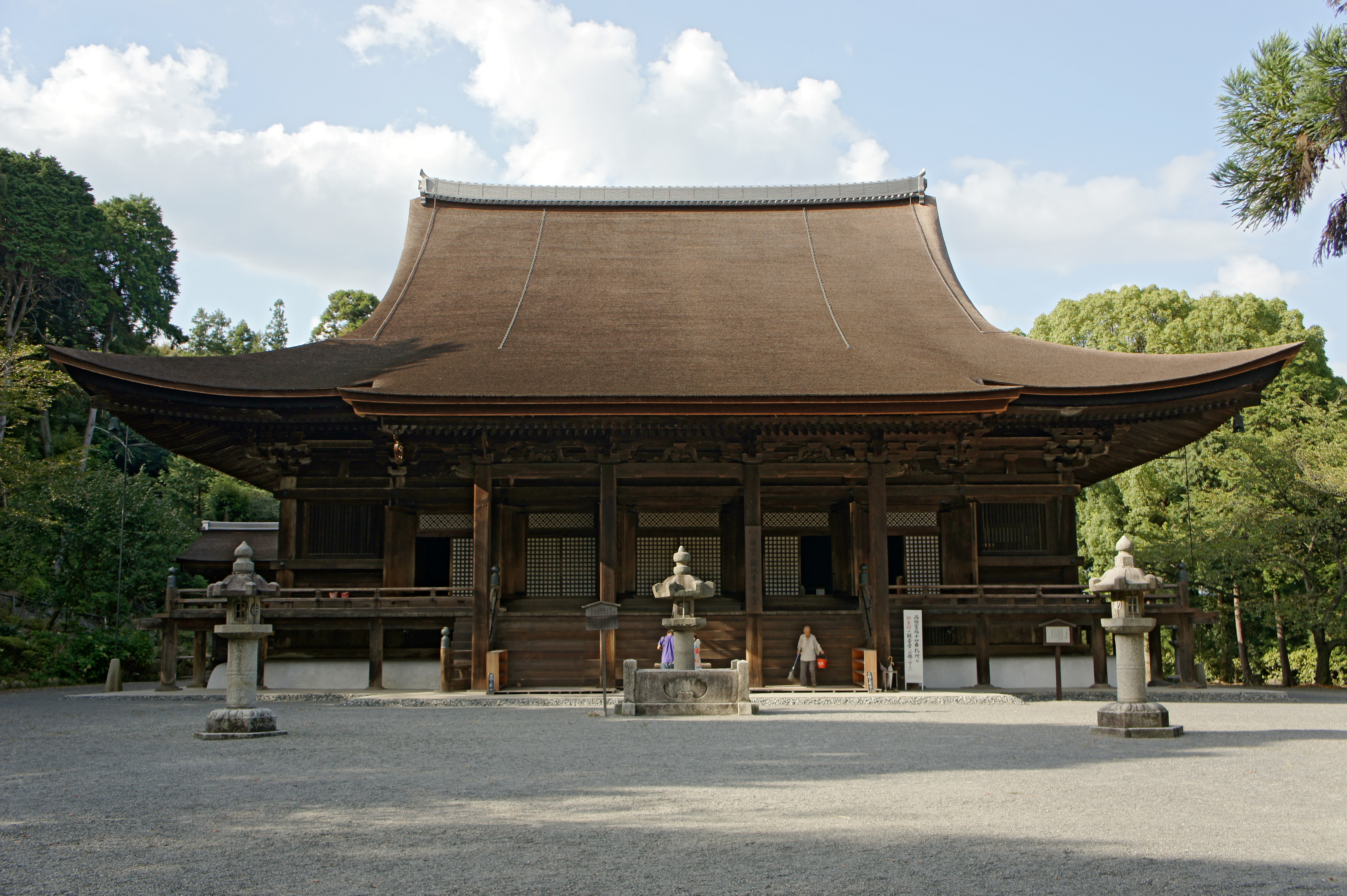
Die Kondō – „Goldene Halle“ – des Mii-dera

Die institutionelle Organisation des (ursprünglich nur durch Individuen und lose Gruppen gekennzeichneten) Bergasketen-Kults Shugendō unter Einfluss der Tendai-shū und der Fujiwara in die Honzan-ha (本山派) begann Ende des 10. Jahrhunderts mit dem Komplex der Schreintempel (神宮寺, jingūji) am Kumano sanzan als Zentrum.
Bedeutend für diese Entwicklung war das Jahr 1090, in dem der Shirakawa-tennō zusammen mit dem Tendai-Mönch Zōyo (増誉; 1032–1116) zum Kumano sanzan pilgerte. Dort begründete Shirakawa das Amt des Aufsehers für den gesamten Komplex und setzte Zōyo als ersten Aufseher ein. Im Jahr 1100 wurde Zōyo zusätzlich Vorsteher des Mii-dera. Später baute Zōyo den Shōgo-in (聖護院), späteres Hauptquartier der Honzan-ha, als Zweigtempel des Mii-dera. Am Shōgo-in wurden die Gongen (ein Titel für die shintōistischen Kami im Buddhismus) des Kumano sanzan eingeschreint und das Amt des Vorstehers am Tempel mit dem Amt des Aufsehers über den Kumano sanzan zusammengelegt.
Obwohl der Sanmon-Zweig auch eine eigene Shugendō-Bewegung hatte, die von Sō-ō (相応; 831–918) um 858 mit Fudō Myō-ō als zentraler Gottheit am Myō-ō-in des Mudō-ji (無動寺) auf dem Hiei-zan begründet wurde, war diese als Katsuragawa shugen bekannte Bewegung jedoch viel weniger erfolgreich als die Honzan-ha, was neben der geographisch ungünstigeren Lage auch auf weniger ausgeprägte Unterstützung durch den Adel zurückzuführen ist, wegen der Jimon-ha und Honzon-ha florierten. Die Haupttätigkeit im Katsuragawa shugen bestand aus Pilgerschaften in den Bergen (回峰行, kaihōgyō).

#### Tendai-Nembutsu: Frühe Vertreter
Obwohl amidistische Vorstellungen und Praktiken (insbesondere das Nembutsu) schon seit der Nara-Zeit in Japan bekannt waren (damals aber fast nur in Begräbnisriten Verwendung fanden), fand die erste Popularisierung des Amida-Glaubens erstmals durch Ennin statt, der Meditation des immerwährenden Gesangs (常行三昧, jōgyō sammai) mit Amida als Zentrum auf dem Hiei-zan etablierte.
Nach Ennin war es allen voran Genshin, der als Autor des 985 veröffentlichten Ōjōyōshū (往生要集) Grundlagen für den Amidismus legte. Im Ōjōyōshū werden bereits die wichtigsten Konzepte des japanischen Amidismus (mappō, jōdo, jiriki & tariki, ōjō) erläutert. In Verbindung mit Genshins Schülern um die Yokawa am Hiei-zan stellte sich auch der Laien-Gläubige Yoshishige no Yasutane (慶滋 保胤) heraus, der unter anderem das erste Namensverzeichnis (namens 日本往生極楽記, Nippon Ōjō Gokurakuki) von Menschen aufstellte, die im Reinen Land (jōdo) Amidas wiedergeboren (ōjō) worden sein sollen.

### Japanisches Mittelalter
Das japanische Mittelalter war eine Phase des langsamen, aber stetigen Abstiegs für die Tendai-shū. In religiöser Hinsicht bedeutsam hierfür war insbesondere das Erstarken der sogenannten vier neuen buddhistischen Schulen, die bereits in der Kamakura-Zeit die Grundfesten für einen volkstümlichen Buddhismus legten, aber auch von den Machthabern am kaiserlichen Hof und in den Provinzen protegiert wurden. Bezeichnend ist allerdings, dass alle Stifter bzw. Gründerfiguren dieser neuen Schulen selbst Tendai-Priester waren (Eisai, Dōgen, Hōnen, Shinran und Nichiren).
Zudem verursachten innere Machtkämpfe (religiöser und personeller als auch handfester Natur) eine immer stärkere Zersplitterung der Tendai-shū in eine unüberschaubare Vielzahl einzelner Unterschulen und Sekten.
Der wohl schwerste Schlag für die Stellung der Tendai-shū war allerdings die vollständige Zerstörung des Enryaku-ji durch Oda Nobunaga im Jahre 1571 gegen Ende der Sengoku-Zeit.

#### Periode der Kriegermönche
Sanmon und Jimon bekämpften sich jahrhundertelang in heftigen Auseinandersetzungen, die oft mit dem Niederbrennen der Tempel und Shōen der gegnerischen Fraktion endeten (so wurde der Mii-dera im Jahre 1214 zweimal, zum fünften und zum sechsten Mal, niedergebrannt). Dabei war der Sanmon-Zweig grundsätzlich die militärisch stärkere Fraktion, der Jimon-Zweig konnte sich allerdings wegen seiner guten Kontakte zum Hof, insbesondere zu den Minamoto, und wegen zeitweiligen Allianzen mit Tōdai-ji und Kōfuku-ji immer wieder erholen. Einer der wesentlichen Streitpunkte blieb lange Zeit der bereits seit 1039 immer wieder getätigte Versuch des Jimon-Zweiges, am Mii-dera eine eigene Ordinationsplattform zu errichten (die Tendai-shū hatte weiterhin nur die eine am Hiei-zan, wo der Sanmon-Zweig seinen Hauptsitz hatte). Im Jahr 1260 erteilte die Regierung dem Jimon-Zweig die nötige Erlaubnis, zog diese aber bald wieder aufgrund massiver Proteste der Hiei-zan-Mönche zurück.
Aber nicht nur Zugehörigkeit zu Sanmon oder Jimon gaben ideologische Gründe für gewalttätige Auseinandersetzungen. Auf dem Hiei-zan bekämpften sich auch Dienstmönche (堂衆, dōshū) und Mönchsgelehrte (学徒, gakuto oder gakushō), die heftigsten Kämpfe fanden hierbei 1178/79, 1203 und 1226 unter Beteiligung der Tennō Go-Shirakawa (der – erfolglos – durch Taira no Kiyomori und Truppen die Mönchsgelehrten unterstützten ließ) und Go-Toba (der den Dienstmönchen Amnestie gewährte, um sie als Verbündete gegen die Hōjō in Kamakura zu gewinnen).
Eine weitere Quelle interner Querelen auf dem Hiei-zan bestand in der geographischen Zugehörigkeit zu einem der drei Hauptteile des Enryaku-ji-Tempelkomplexes: östliche Pagode (Konpon Chūdō, Kaidan-in, Jōdo-in und Mudō-ji), westliche Pagode (Hōdō-in mit der Shaka-dō, der Jōgyō-dō und der Hokke-dō; sowie dem Seiryū-ji) und Yokawa (bzw. nördliche Pagode: Shuryōgon-in mit der Chūdō, der Ruridō, der Shikikōdō und der Eshindō).
Erst mit der Zerstörung der Tempelkomplexe auf dem Hiei-zan durch die Truppen von Oda Nobunaga im Jahr 1571 endeten die oft jahrhundertelang bestehenden Fehden. 25.000 Samurai unter Odas Kommando schlachteten im neunten Monat dieses Jahres nach Augenzeugenberichten ca. dreitausend Mönche ab und zerstörten alle Tempelbauten auf dem Berg. Hiernach hörten die Sōhei auf, als politisch relevante Militärmacht zu existieren, obwohl bereits kurz nach der Ermordung Oda Nobunagas im Jahr 1582 Pläne zum Wiederaufbau des Tempelkomplexes unter dem Ōgimachi-tennō und dem neuen Shōgun Toyotomi Hideyoshi sowie dem damals noch eher unbedeutenden Tokugawa Ieyasu erstellt wurden. Diese Pläne wurden allerdings erst während der Herrschaft von Tokugawa Iemitsu, also Mitte des 17. Jahrhunderts, abgeschlossen.

#### Mittelalterliche Exoterik
Die Entwicklungen der Lotos- (円教, engyō; wörtlich: „Vollkommene“ bzw. „Runde Lehre“) bzw. exoterischen (顯教, kengyō) Linien bestimmten die dominante religiöse Strömung der Tendai-shū während des Mittelalters. Sie entwickelten sich aus Ryōgens direkten Schülern Genshin (源信; 942–1017), Gründergestalt der Eshin-ryū (恵心流), sowie Kakuun (覚運; 953–1007), Gründergestalt der Danna-ryū (檀那流).
Diese beiden Linien unterschieden sich eher durch ihre Vertreter und ihre Wirkungsorte als durch ihre Lehren, was teilweise auch darauf zurückzuführen ist, dass sich in der Tendai-shū im japanischen Mittelalter die Mittel der (eigentlich esoterischen) mündlichen Überlieferung (口伝, kuden; s. u.) von Lehrer zu Schüler und magischer Riten für die Aristokratie großer Beliebtheit erfreuten. Dies ist auch ein wesentlicher Grund, warum die Unterscheidung von esoterischen und exoterischen Lehren größtenteils auf personellen Entwicklungen und nicht Fragen inhaltlicher Natur beruht (so sind z. B. in der Tendai-shū auch, im Gegensatz zur Shingon-shū, Vairocana und Shakyamuni als identisch vorgestellt).
Die Danna-ryū hatte als Hauptzentrum die Östliche Pagode auf dem Hiei-zan. Sie spaltete sich in vier Unterschulen auf (Ekōbō-ryū, Bishamondō-ryū, Chikurinbō-ryū und Inokuma-ryū) und erlosch mit der Zerstörung des Hiei-zan-Tempelkomplexes.
Geschichtlich wirkungsmächtiger war die Eshin-ryū, die im Yokawa-Gebiet auf dem Hiei-zan entstand und unter den Mönchen Shinga (心賀) und Shinson (心尊) in die Kantō-Region gebracht wurde. Dort war sie insbesondere in der Gegend um Kamakura auf dem Lande erfolgreich (daher auch die Namen Inaka Eshin (田舎恵心) oder Inaka Tendai (田舎天台); Inaka (田舎) = Land, im Gegensatz zur Stadt). Auch sie spaltete sich in vier Unterschulen auf (Hōchibō-ryū, Sugiu-ryū, Gyōsenbō-ryū und Tsuchimikado-monzeki-ryū).
Neben der orthodoxen Ansicht, dass gegenüber dem Lotos-Sutra alle anderen Sutras nur behelfsmäßigen Charakter hätten (also Upaya seien), vertrat die Eshin-ryū insbesondere die Standpunkte, dass Meditation (shikan) die beiden Teile (shakumon, i. e. Kapitel 1 bis 14, und honmon) des Lotos-Sutra transzendieren würde und von einem einzelnen Gedankenmoment des Glaubens (一念信解, ichinen shinge) ausgehen müsse.
Herausragende Vertreter der Eshin-ryū waren u. a. Sonshun (尊舜; 1451–1514) und Tenkai (天海; 1536–1643).

#### Mittelalterliches Taimitsu
Wie auch die Exoterik spaltete sich die Tendai-Esoterik im japanischen Mittelalter in eine Vielzahl von Unterschulen auf, die sich insbesondere in Hinblick auf ihre geheim-magischen Riten und Gebete unterschieden. Die meisten entstanden aus der Jikaku-daishi-ryū, die sich in ihrer Tradition auf Ennin als Begründer bezog.
Die in dieser Zeit wirkungsmächtigsten Schulen waren die sich auf Enchin als Gründergestalt beziehende Chishō-daishi-ryū bzw. Mii-ryū am Mii-dera mit Nichiin (日胤) als deren bedeutendstem Vertreter, dessen Patron Minamoto no Yoritomo war, und, nach der Zerstörung des Hiei-zan-Tempelkomplexes, die Hōman-ryū, die sich vorher bereits in der Kantō-Region hatte etablieren können.
Außer in der praktischen Ausführung magischer Rituale für den Adel und die Kamakura-Regenten waren die Taimitsu-Schulen des Mittelalters insbesondere durch die Verschriftlichung der mündlichen Traditionen für die Entwicklung des Tendai-Shintō verantwortlich (s. u.).

#### Mündliche Tradition: Kuden
Das wichtigste Instrument, mit dem esoterische und exoterische Lehren innerhalb der Tendai-shū vermittelt wurden, war von Anfang an die mündliche Überlieferung (口伝, kuden), dessen sich sowohl die esoterischen wie auch die exoterischen Schulrichtungen bedienten.
Gegen Ende der Heian-Zeit hatte allerdings bereits ein Trend eingesetzt, diese mündlichen Überlieferungen von Lehrer zu Schüler in sogenannten kudensho (口伝書) zu verschriftlichen. Mehrheitlich wurde diese Tätigkeit von Chronisten (記家, kike) übernommen, die Aufzeichnungen anfertigten, ältere Werke ihrer Vorgänger studierten und so eine Tradition der Überlieferung kreierten. Sie entwickelten im japanischen Mittelalter durch ihre Arbeit, das Studium und die Interpretation der religiösen Schriften (記録, kiroku) komplexe Subsysteme der Tendai-Lehren.

#### Tendai-Shintō

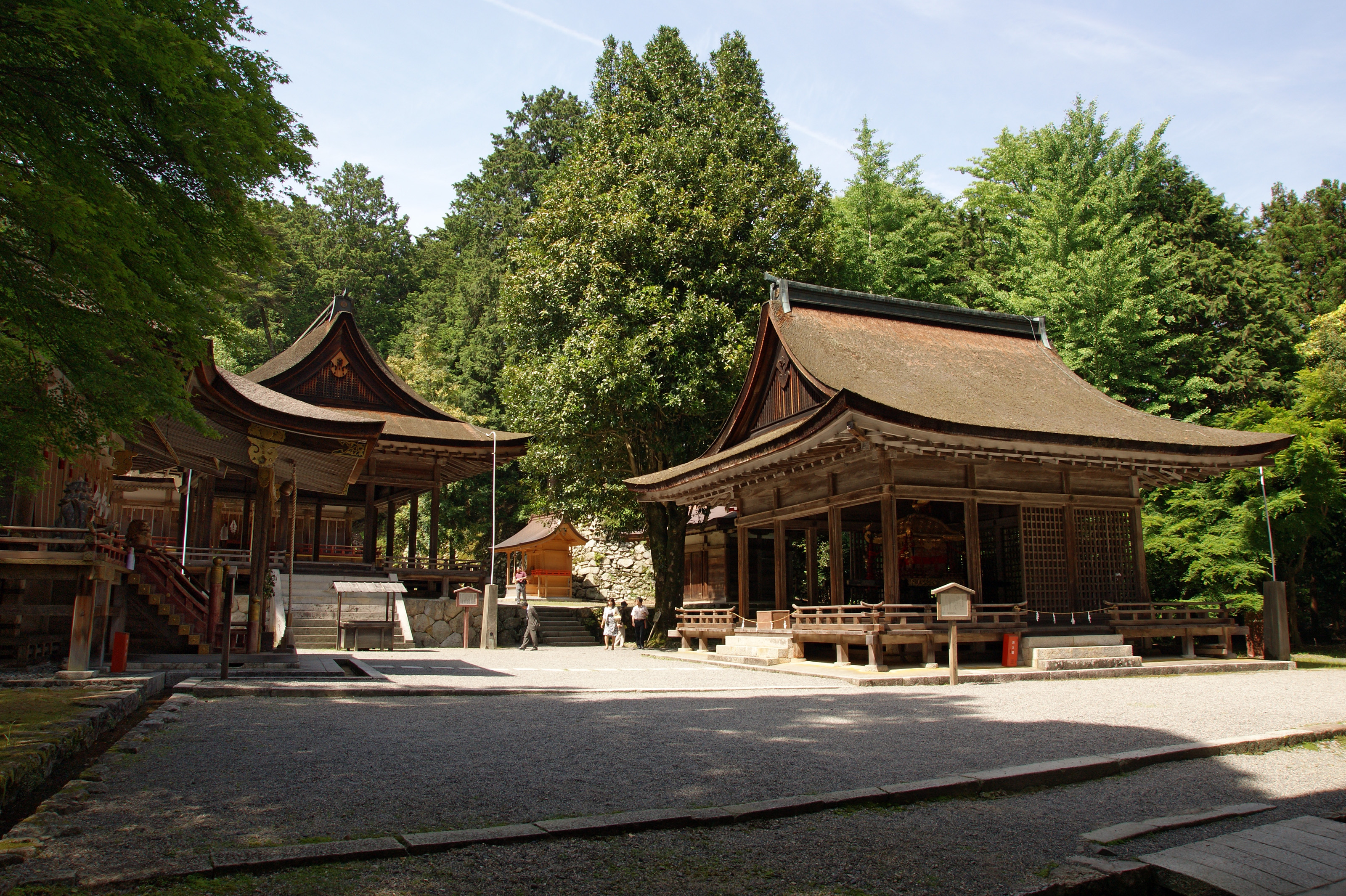
Der östliche Hauptschrein des Hie-Taisha

Bereits Saichō hatte in seinen Schriften den Begriff Sannō (山王; wörtlich „Berg-König“) verwendet. Enchin empfahl den Glauben an diese Gottheit, die zu seiner Zeit bereits mit der Gottheit (Kami) des Hiei-zan identifiziert wurde. Um diesen Berg entstand so bereits früh ein Kult, der in für die damaligen religiösen Bewegungen in Japan allgemein üblichen Weise auf synkretistische Weise buddhistische und indigene Glaubensvorstellungen verband (Shinbutsu-Shūgō) und die populären indigenen Gottheiten (wie Ōmiya oder Amaterasu) mit den wichtigsten Buddhas (wie Shaka, Yakushi oder Amida) identifizierte.
Als eigene Systematik entwickelte sich diese Strömung aber erst Ende der Kamakura-Zeit bzw. während der Süd- und Nordhof-Periode, insbesondere wegen der bis dahin um den Hiei-zan liegenden Shōen der Tendai-shū, die in dieser Zeit ihren zahlenmäßigen Höhepunkt erreichten und deren Bauern meist noch mehrheitlich den alten, indigenen Glaubensformen anhingen.
Dieser Tendai-Shintō (天台神道; auch Sannō-Ichijitsu-Shintō (山王一実神道; dt. etwa „Shintō des Sannō und der einzigen Realität“), in Bezug auf die Berggottheit Sannō des Hiei-zan, die auch mit Amaterasu identifiziert wurde; oder Hie-Shintō (日吉神道), Hie (日吉) waren für gewöhnlich die Namen der Schreine für Sannō) hatte als Zentrum seiner Entwicklung den Enryaku-ji und dessen chinjusha (鎮守社; dies sind Shintō-Schreine, die auf dem Grundstück von buddhistischen Tempeln stehen und den Schutzgottheiten der Gegend geweiht sind), den Hie-Taisha (auch Hiyoshi-Taisha).
Ein früher (aber erst spät prominent gewordener) Vertreter war Gyōen (行円; † 1047). Grundlegende Schriften entstanden allerdings mit den systematisch vorgehenden kike (s. o.).
Jihen (慈遍; Lebensdaten unbekannt, aktiv im 14. Jahrhundert), der sich auch in hohem Maße mit Ise- bzw. Watarai-Shintō und dem Ryōbu-Shintō der Shingon-shū auskannte, war einer der bedeutendsten Vertreter des Sannō-Shintō.
Mit Oda Nobunagas Zerstörung des Hiei-zan-Tempelkomplexes wurde die Tradition des Tendai-Shintō fast komplett vernichtet und erholte sich in den nachfolgenden Jahren nur langsam. Erst in der Edo-Zeit konnte er in größerem Maße wiederbelebt werden, wurde aber nie so populär wie der Ryōbu-Shintō oder der Yoshida-Shintō. Eine seiner wenigen Vermächtnisse war das Konzept der sanjūbanshin (三十番神), 30 Kami, die als Schutzgottheiten des Lotos-Sutras verstanden wurden. Dies war eine der Grundlagen des späteren Hokke-Shintō (法華神道) des Nichiren-Buddhismus.

#### Tendai-Nembutsu: Shinzei-ha
Erste eigene japanische Schulen des Amidismus (Yūzū Nembutsu-shū, Jōdo-shū, Jōdo-Shinshū, Ji-shū) entwickelten sich weitestgehend außerhalb der Tendai-shū, wenn auch alle ihre Stifter und Gründer frühere Tendai-Mönche gewesen waren.
Unter dem Druck der Popularität des Amidismus im japanischen Mittelalter wurde allerdings auch innerhalb der Tendai-shū eine eigene Schulrichtung des Amidismus begründet, die Shinzei-ha (真盛派).
Shinzei (真盛; 1443–1495; auch Shinsei) studierte 20 Jahre an der Westlichen Pagode des Hiei-zan, bevor er sich zum Leben eines Einsiedlers entschloss, während dessen er den Pali-Kanon studierte und mehrere zigtausendmal am Tag das Nembutsu rezitierte. Später wurde er zu einem Prediger. Am kaiserlichen Hof, wo er über das Ōjōyōshū Vorträge hielt, war er besonders für seine Integrität geschätzt und verlieh vielen Hofdamen und Adligen die śīla.
Im Jahr 1486 restaurierte Shinzei den von Ryōgen erbauten Saikyō-ji (西教寺) in der Provinz Ōmi. Dieser Tempel war bereits eng mit der Nembutsu-Bewegung Genshins assoziiert und 1325 schon von Echin (?–1356) restauriert, der aus ihm ein Zentrum zur Praktizierung der Tendai Mahāyāna śila (圓頓戒, endonkai) machen wollte. Shinzei machte den Saikyō-ji zum Zentrum seiner eigenen Bewegung, in dem Nembutsu und die Tendai Mahāyāna śila vereint werden sollten.
Shinzeis Nembutsu-Bewegung wurde relativ erfolgreich, so gewann er die Unterstützung des Ashikaga-Shōguns Yoshimasa und verlieh die endonkai im Jahr 1492 an den Go-Tsuchimikado-tennō und weitere Adlige. Zum Zeitpunkt seines Todes hatte Shinzei um die fünfhundert Schüler.

### Edo-Zeit

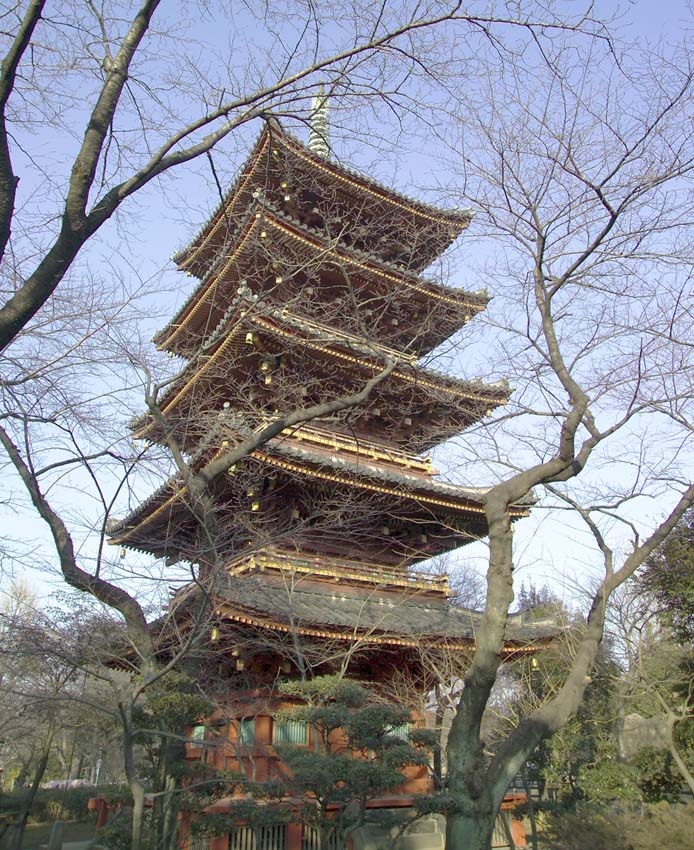
Die Pagode des Kan’ei-ji

Die Edo-Zeit bedeutete für Japan eine ungewöhnlich lange Zeit des inneren Friedens. Das Tokugawa-bakufu erreichte dies in Hinblick auf die buddhistischen Gemeinschaften – bis dahin unberechenbare Unruheherde –, indem es diese einer strengen staatlichen Kontrolle unterwarf. Dies hatte zur Folge, dass es in der Edo-Zeit zu vergleichsweise wenigen Neuerungen innerhalb des japanischen Buddhismus kam. Die zentrale Militärregierung gab nun die sozialen und damit auch wesentlichen religiösen Funktionen vor. Dies galt auch für die Tendai-shū, wiewohl sie seit der Zeit der Zerstörung des Hiei-zan durch Oda Nobunaga den weltlichen Gewalten nicht mehr gefährlich geworden war.
Eine der wenigen herausragenden Tendai-Persönlichkeiten im Tokugawa-Japan war der Mönch Tenkai (天海; 1536?–1643), ein Günstling des Shōguns Tokugawa Ieyasu und gemeinhin als Vervollkommner des Sannō-Ichijitsu-Shintō geltend. Als Ieyasu 1616 starb, konnte Tenkai sich gegenüber den Befürwortern eines Begräbnisses für Ieyasu in der Tradition des Yoshida-Shintō durchsetzen und das Begräbnis nach den Riten des Sannō-Ichijitsu-Shintō veranlassen. Noch im selben Jahr erhielt Ieyasu postum den Titel Tōshō Daigongen, seine Leiche sollte in einem Mausoleum in Nikkō beigesetzt werden. Tenkai nahm an der Überführung der Überreste und dem Bau des Nikkō Tōshō-gū teil. Verantwortlich für diesen Schrein wurde der Rinnō-ji, der massivst von Tenkai ausgebaut wurde.
1625 begründete Tenkai den Kan’ei-ji (寛永寺; auch Tōeizan (東叡山)) in Edo als Schutztempel für Edo-jō. Shuchōhō-shinnō (守澄法親王; 1634–1680), der 3. Sohn des Go-Mizunoo-tennō wurde im Jahr 1659 gleichzeitiger Vorsteher des Kan’ei-ji, des Rinnō-ji und des Enryaku-ji. Seine Residenz wurde der Kan’ei-ji, wodurch Edo zum Zentrum der Tendai-shū wurde, bis der dieser Tempel in der Meiji-Restauration weitestgehend zerstört wurde.
Eine ebenfalls erwähnenswerte Erscheinung der Tendai-shū in der Edo-Zeit ist die Anraku-ryū (安楽流), die durch Myōrū (妙立; 1637–1690) und Reikū (霊空; 1652–1739) gegründet wurde und sich bemühte, die alten Ordinationsregeln des Shibun ritsu wieder zur Geltung zu bringen. Maßgebliche Inhalte dieser Schule bezogen sich auf den chinesischen Tiantai-Mönch Zhili (chinesisch 知礼, Pinyin Zhīlǐ, W.-G. Chih-li; 960–1028).

### Moderne
Die Meiji-Zeit und die von der neuen Regierung von Anfang an betriebene Politik der Trennung von Shintō und Buddhismus (Shinbutsu-Bunri) war verheerend für die größtenteils auf synkretistischen Praktiken beruhenden Taimitsu-Schulen. Von den über einem Dutzend Schulen auf dem Höhepunkt des Taimitsu existieren nunmehr gegenwärtig nur noch drei: die Sammai-ryū (Gründergestalt: Ryōyū (良祐)), die Hōman-ryū (Gründergestalt: Sōjitsu (相実)) und die Anō-ryū (Gründergestalt: Shōshō (聖昭)).
Im Jahr 1872 begann die Meiji-Regierung einen Versuch, Shinzei-ha und Jimon-ha unter dem Amt des Hiei-zan-Vorstehers zu vereinigen, was aber scheiterte und 1878 schließlich aufgegeben wurde. Beide Zweige wurden daraufhin unabhängig. Die Shinzei-ha ist gegenwärtig die drittgrößte Tendai-Schule, ihr gehören über vierhundert Tempel in der Umgebung der ehemaligen Provinzen Ōmi, Ise und Echizen an. Der Saikyō-ji ist ihr Haupttempel.
Mit ca. 2.500 Tempeln ist die Tendai-shū auch gegenwärtig noch eine der größeren Schulen des japanischen Buddhismus. Außerhalb ihrer Heimat ist sie jedoch weitgehend unbekannt. Ihr erster Zweigtempel außerhalb Japans wurde erst 1973 (auf Hawaii) gegründet.

## Schriften

### Sutras
Zentrale Schrift der Tendai-shū ist das Lotos-Sutra (jap. Hokkekyō bzw. Myōhōrengekyō), das in der Schule gemeinhin als Verkündung der absoluten buddhistischen Wahrheit gilt. Es wird die von Kumārajīva (chinesisch 鳩摩羅什, Pinyin Jiūmóluóshé, W.-G. Chiu-mo-lo-shih; 344–413) im Jahr 406 angefertigte Übersetzung ins Chinesische in 7 Faszikeln verwendet, die unter dem Namen Miaofa lianhua jing (chinesisch 妙法蓮華經, Pinyin Miàofǎ liánhuā jīng, W.-G. Miao-fa lien-hua ching) bekannt ist.
An zweiter Stelle der Sutras steht das Dainichikyō (大日経; skt. Mahāvairocana-sūtra), das zur Zeit des steigenden Mikkyō-Einflusses immer bedeutungsvoller wurde, bis es zur Zeit Annens sogar für einige Zeit das Lotos-Sutra an Ansehen in der Tendai-shū übertraf.
Weitere, in der Tendai-shū wichtige Sutras, sind das Nirvana-Sutra (japanisch 大般涅槃経, Daihatsu nehangyō; skt. Mahā-parinirvāṇa-sūtra), das Daihonhannyakō (大品般若経; skt. Mahāprajñāpāramitā-sūtra) und das Bosatsu yōrakuhongōkyō (chinesisch 菩薩瓔珞本業經, Pinyin Púsà yīngluò běnyè jīng, W.-G. P'u-sa ying-lo pen-yeh ching).

### Kommentare
Trotz Saichōs Diktum, dass Sutras grundsätzlich wichtiger als Kommentare (śāstra) seien, existiert dennoch eine riesige Anzahl an kommentierenden Schriften, die ebenfalls für die Tendai-shū relevant sind, weil sie ein besseres Verständnis des Lotos-Sutras ermöglichen sollen.
Die Grundlage der Erläuterungen des Lotos-Sutras bildet die sogenannte „Große Trilogie“ (三大部,  sān dà bù; japanisch 三大部, saindaibu), die traditionell Zhiyi (智顗,  Zhìyǐ,  Chih-i; jap. Chigi; 538–597) zugeschrieben werden, tatsächlich aber von seinem Schüler Guanding (灌頂,  Guàndǐng,  Kuan-ting; jap. Kanyō; 561–632) verfasst wurden:
- Gengi: 法華玄義,  Fǎhuā xuányì; jap. Hokke gengi
- Mongu: 法華文句,  Fǎhuā wénjù; jap. Hokke mongu
- Shikan: 摩訶止觀,  Móhē zhǐguān, jap. Maha shikan

Daneben sind in philosophischer Hinsicht insbesondere Nagarjunas Madhyamaka-śāstra (中論,  Zhōnglùn,  Chung-lun; jap. Chūron) und das Nagarjuna zugeschriebene Mahāprajñāpāramitā-śāstra (大智度論,  Dà zhìdù lùn,  Ta chih-tu lun; jap. Daichido-ron) relevant.

## Lehre
Das herausragendste Merkmal der Tendai-Lehre ist das bereits von Saichō propagierte Ideal des Ichidai Engyō Ichijō („Ekayana der einen großen, vollkommenen Lehre“), d. h. die Integration aller möglichen buddhistischen Lehren (die hierbei fast immer nur als Upaya, geschickte aber nur behelfsmäßige Mittel, verstanden werden) unter dem Primat der mahāyānaistischen Lotos-Lehren der Tiantai zong. Dies erklärt einerseits die starken synkretistischen Tendenzen in den Tendai-Lehren, die zu sehr komplexen Theorien führten, andererseits allerdings auch, warum die Tendai-shū Ausgangspunkt so vieler, unterschiedlicher Entwicklungen werden konnte, die in der Kamakura-Zeit zu eigenständigen Schulen wuchsen.
Von höchster theoretischer Bedeutsamkeit in der Tendai-shū sind verschiedene, aus der Tiantai zong übernommene Konzepte:
- Dreifache Wahrheit (三諦, santai); die Lehre, dass Śūnyatā (japanisch 空, kū; „Leere“ bzw. „Substanzlosigkeit“), Prajñapti (假, ke; „Konventionalität“ bzw. „Impernanenz“) und Madhya (中, chū; „Mitte“) identisch seien. Im Grunde handelt es sich dabei um eine Übernahme aus dem Chūron (Strophe XXIV:18) der Madhyamaka, auch wenn dies in der Tendai-shū als Essenz der Lotos-Lehren aufgefasst wird.
- Zehn Aspekte des Seienden (十如是, jū nyo ze); eine Lehre, die wesentlich auf das zweite Kapitel des Lotos-Sutra in Kumārajīvas (in dieser Hinsicht irreführende!) Übersetzung aus dem Sanskrit ins Chinesische zurückgeht. Ihrer Explikation im Hokke gengi zufolge führt sie zehn Aspekte (dharma) der Soheit (skt. tathatā; jap. shinnyo) alles Seienden auf.
- Dreitausend Welten (三千, sanzen bzw. 三千世, sansense); ein von Zhiyi entwickeltes Konzept, das aus folgender zahlenspielererischer Multiplikation (10*10*10*3) entsteht: die Zehn Daseinsbereiche bzw. Bewusstseinstufen (十界, jikkai; dies sind die traditionellen Sechs Daseinsbereiche plus vier aus dem Mahāyāna, dies sind Śrāvaka, Pratyekabuddha, Bodhisattva und Buddha) aus dem Kegon-kyō werden mit sich selbst multipliziert (da sie alle einander enthalten sollen: 十界互具, jikkai goku) und ergeben so die Hundert Welten (百界, hyakkai), diese werden wiederum multipliziert mit den Zehn Aspekten des Seienden (s. o.) sowie den drei Unterteilungen (三世間, sanseken bzw. sanzeken) in die Welt der empfindungsfähigen Wesen, die Welt der nicht empfindungsfähigen Wesen und die Skandhas (五蘊, goun). Das Konzept der Dreitausend Welten ist auch Grundlage der mystischen Formel „Ein Gedankenmoment ist gleich den Dreitausend Welten“ (一念三千, ichinen sanzen).
- Universale Buddha-Natur (仏性, busshō), Ursprüngliche Erleuchtung (本覺, hongaku), Soheit (skt. tathatā; japanisch 眞如, shinnyo) und Dharma-Körper (skt. Dharma-kāya; jap. 法身, hosshin) sind nach der Lehre Huisis (514/5–577; 慧思,  Huìsī,  Hui-ssu; jap. Eshi) miteinander identisch. Inhaltlich besagt dies, dass allem Seiendem die Disposition zur Buddhaschaft bzw. Erleuchtung zukomme und dass diese Disposition auch hinreiche, die Potenz tatsächlich zu realisieren. Einzelne dieser Komponenten wurden Grundlagen der religiösen Lehren der Kamakura-Schulen (so für Zen und des Nichiren-Buddhismus).
- Fünf Perioden und Acht Doktrinen (五時八教 goji hakkyō); das Konzept der fünf Perioden geht auf Huiguan (慧觀,  Huìguān,  Hui-kuan) zurück, Zhiyi modifizierte diese Systematik für die Tiantai zong und fügte ihr das Konzept von den Acht Doktrinen hinzu. Es handelt sich dabei um eine Einteilung buddhistischer Lehren nach geschichtlicher Evolution einerseits und theoretischer Vollkommenheit nach Methode und Inhalt andererseits, die in der Preisung des Lotos-Sutra als absolute Wahrheit des Ekayāna gipfelt. Saichō bezog sich sowohl auf dieses Konzept als auch auf das der Drei Zeitalter, wenn er in mehreren Schriften davon sprach, Japan und die Japaner seien reif dafür, ein reines Mahāyāna-Land im Sinne des Lotos-Ekayāna zu werden.

1. Fünf Perioden
  1. Periode des Blumenschmucks, in der der Buddha direkt nach seiner Erleuchtung in 21 Tagen das Avatamsaka-Sutra predigte. Dies war allerdings eine Lehre für Bodhisattvas, daher zu anspruchsvoll für seine unmittelbaren Schüler.
  2. Periode des Wildparks, in der der Buddha im Wildpark bei Varanasi zwölf Jahre lang die Nikayas predigte, um seine Schüler für das Mahāyāna vorzubereiten.
  3. Periode der Vapulya (elementares Mahāyāna), in der der Buddha acht Jahre lang die Sutras predigte, mit denen die Hīnayānaisten zu Mahāyānaisten konvertiert wurden (dies sind u. a. Vimalakīrtinirdeśa, Laṅkāvatāra-sūtra und Śrīmālādevī-sūtra).
  4. Periode der Prajñāpāramitā, in der Buddha 22 Jahre lang die Prajñāpāramitā-sūtras predigt, um die Doktrin des Śūnyatā zu verdeutlichen.
  5. Periode des Lotos und des Nirvana, in der der Buddha Lotos-Sutra und Nirvana-Sutra predigt, die drei Fahrzeuge (yāna) des Hīnayāna (Śrāvaka, Pratyeka-Buddha und Bodhisattva) mit dem des Mahāyāna zum Ekayana vereint und die Gegenwart der Buddha-Natur in allem Seienden bestätigt.
2. Acht Doktrinen
  1. Vier Inhaltsweisen der Predigt (化法四教, kehokyū)
    1. Plötzliche Doktrin (頓教, tongyō), der Buddha predigt, ohne seine Lehre den Rezipienten anzupassen (Avatamsaka-Sutra).
    2. Graduelle Doktrin (漸教, zengyō), der Buddha verwendet diverse „geschickte Mittel“ (Upaya; Nikayas, Vaipulas und Prajñāpāramitā), um seine Lehre angemessen zu vermitteln.
    3. Esoterische Doktrin (祕密教, himitsukyō), die Schüler glauben, dass sie einzeln und für sich lernen und verstehen.
    4. Unbestimmte Doktrin (不定教, fujōkyō), alle Schüler lernen die Lehre gemeinsam und verstehen sie jeder für sich.

  2. Vier Methoden der Predigt (化儀四教, kegishikyō)
    1. Doktrin der Drei Piṭakas (三藏教, sanzōkyō), dies sind die Lehren der Hīnayāna-Schriften des Pali-Kanon („Dreikorb“) und die „primitive“ Śūnyatā-Lehre des Satyasiddhi-śāstra
    2. Allgemeine Doktrin (通教, tsūgyō), dies sind die Lehren von Faxiang zong und Sanlun zong.
    3. Ausgeprägte Doktrin (別教, bekkyō), dies ist das reine Mahāyāna, wie es in der Lehre der Huayan zong zu finden ist.
    4. Runde Doktrin (圓教, engyō), die perfekte Lehre des Ekayāna (d. h. die der Tiantai zong).